# Baneh
Baneh (en kurde : Bane, en persan : بانه) est une ville de la province du Kordestan en Iran. Sa population était de 110 218 habitants en 2016.

## Personnalités
- Bahman Ghobadi, réalisateur
- Roya Toloui, journaliste, défenseur des droits humains
- Cheikh Izzedin Hosaini (1921–2011), religieux
- Atta Nahaie, écrivain
- Ibrahim Younesi (1927–2012), écrivain, traducteur
- Taha Karimi, réalisateur